# Герасименко Полікарп Якович
Поліка́рп Я́кович Герасиме́нко (нар. 26 липня 1900, Одеса — пом. 6 квітня 1958, Нью-Йорк) — український хімік. Дійсний член НТШ.

## Біографія
Полікарп Якович Герасименко народився 26 липня 1900 року в Одесі. Молодший брат літературознавця Володимира Герасименка. Сестра Ганна Яківна Герасименко (народилася 1899 року) була дружиною літературознавця Юхима Філя.
Навчався в Кам'янці-Подільському на природничому відділі фізико-математичного факультету державного українського університету (умовнодійсний студент від 17 жовтня 1919 року; зазначений у документах як Герасименко-Волковинський Полікарп Якович) .
1926 року закінчив Карлів університет у Празі. Доктор природничих наук.
У 1925—1930 роках викладав в Українському вільному університеті в Празі, заснував у ньому фізико-хімічну лабораторію. Від 1930 року — металург-дослідник Пільзенського машинобудівного заводу. Член Українського технічного товариства.
Від 1945 року перебував у таборі для переміщених осіб у Німеччині.
У 1948—1951 роках — працівник фірми «United Steel Co» (місто Шефілд, Велика Британія).
Потім працював у США. Від 1951 року — дослідник, професор металургійного департаменту Нью-Йоркського університету.
Полікарп Герасименко помер 6 квітня 1958 року в Нью-Йорку на 58-му році життя.

## Наукова діяльність
Автор праць із фізичної хімії.
Наукові інтереси:
- електрохімічне відновлення органічних сполук,
- методи визначення будови сталі, аналізу металічних сплавів,
- теорія перенапруження водню,
- іонні рівноваги між металом і шлаками при топленні заліза.

### Праці
- Основи термодинаміки. — Прага, 1925.
- Теорія електичности. — Прага, 1926.
- Електрохемічні досліди фізико-хемічної лябораторії Українського педагогічного інституту в Празі. — Прага, 1929.